# Кваркено
Ква́ркено (рос. Кваркено) — село, центр Кваркенського району Оренбурзької області, Росія.

## Населення
Населення — 3923 особи (2010; 4184 у 2002).
Національний склад (станом на 2002 рік):
- росіяни — 80 %